# Mota Lava
Mota Lava ou Motalava é uma ilha do grupo de Banks, no norte de Vanuatu. Ela forma um único sistema de coral com a pequena ilha de Ra.
Os dados do censo de 2009 indicam uma população de 1640 habitantes (Mota Lava + Ra).

## Etimologia
Em textos e mapas do início do século XIX, Mota Lava era chamada de Saddle Island, devido ao perfil distintivo em forma de sela que apresenta quando vista de um barco no mar.
Os habitantes de Mota Lava chamam a ilha de Mwotlap, grafado localmente como M̄otlap.
A língua falada pelos habitantes de Motalava também é chamada de Mwotlap. É a língua mais amplamente falada nas ilhas Banks, com cerca de 2.100 falantes. A recentemente extinta língua volow também era falada em Mota Lava.
Uma tentativa precoce de transcrever o nome nativo, tanto para a ilha quanto para a língua, resultou na forma Motlav.
O nome M̄ota Lava (ou em grafia simples, Motalava) ganhou popularidade depois que começou a ser usado por missionários do século XIX para a ilha. Eles pegaram esse nome da língua falada na vizinha Mota. Tanto os nomes Mota quanto Mwotlap da ilha descendem de uma protoforma *mʷota laβa na Proto-Torres-Banks, literalmente "grande Mota". Um processo de deleção vocálica, regular em Mwotlap, explica como Mota Lava foi abreviado para Mwotlap na pronúncia nativa.

## Geografia
Com uma área de 24km2, Mota Lava é a quarta maior ilha do arquipélago de Banks, depois de Gaua, Vanua Lava e Uréparapara. É a mais alta da cadeia oriental de ilhas, assim como a maior.
Ra, uma pequena ilha de 50ha, está localizada a 270 metros da costa sul de Mota Lava. Ela está conectada a esta por corais altos que podem ser atravessados a pé na maré baixa.
O clima em Mota Lava é tropical úmido. A precipitação anual média excede 4000mm. A ilha está sujeita a frequentes terremotos e ciclones.
A ilha é servida pelo Aeroporto de Mota Lava.

### Geologia
Mota Lava é composta por pelo menos cinco estratovulcões basálticos. Dois dos cones, Vetman e Tuntog, estão bem preservados. Vetman é um cone piroclástico no centro da ilha com uma cratera de cume rompido. No extremo sudoeste da ilha, Tuntog é um cone composto com uma cratera de 500 metros de largura.
Análise geoquímica mostra que a lava da ilha tem uma composição semelhante à da vizinha Mota e Uréparapara, assim como à lava do sul do país, mas difere do material ejetado na região central de Vanuatu. Esta última região foi afetada pela subducção de um complexo de arco insular submerso e extinto chamado Zona de D'Entrecasteaux.

## História
Como o resto de Vanuatu, Motalava foi inicialmente povoada por volta do século XII a.C. por navegadores austronésios pertencentes à cultura Lapita. Arqueólogos encontraram obsidiana antiga em Mota Lava, Vanua Lava e Gaua, e cerâmica Lapita foi encontrada na ilha.
A ilha foi avistada por europeus pela primeira vez durante a expedição espanhola de Pedro Fernandes de Queirós, de 25 a 29 de abril de 1606. O nome da ilha foi então registrado como Lágrimas de San Pedro.

## Links externos
- Uma introdução à cultura de Mota Lava e seus arredores – com fotos, mapas, acesso a documentos linguísticos e histórias tradicionais (site do linguista Alexandre François)
  - (em francês) Uma Jornada a Motalava (Promenade ethnolinguistique à Motalava)